# ماركو جروييتش
ماركو جروييتش (بالصربية: Марко Грујић) (مواليد 13 أبريل 1996) هو لاعب كرة قدم صربي ، يلعب حاليًا ل‍نادي بورتو البرتغالي في مراكز خط الوسط المحوري والهجومي والدفاعي.

## مسيرته الكروية
لعب ماركو جروييتش خلال مسيرته الاحترافية مع 5 أندية في عشرة مواسم وسجل خلالها 18 هدفًا ضمن 116 مباراة. ولم يفز بأي موسم بالكأس وفاز في موسمين بالدوري.
خاض ماركو جروييتش مسيرته مع نادي النجم الأحمر بلغراد في موسم 2012–13 في المرة الأولى واستمر معه طيلة ثلاثة مواسم ثم في موسم 2015–16 لمدة موسم واحد، مشاركًا طوالها في 39 مباراة سجل خلالها 6 أهداف. ثم انتقل إلى نادي كولوبارا في موسم 2014–15 لمدة موسم واحد، حيث شارك في 5 مباريات سجل خلالها هدفين. لينتقل بعدها إلى نادي ليفربول في موسم 2016–17 ولمدة موسمين، مشاركًا في 8 مباريات ولم يسجل أي هدف. ثم انتقل إلى نادي كارديف سيتي في موسم 2017–18 لمدة موسم واحد، مشاركًا في 13 مباراة سجل خلالها هدفًا واحدًا. هذا وانتقل لاحقًا إلى SG Gesundbrunnen Berlin ‏ في موسم 2018–19 ولمدة موسمين، مشاركًا في 51 مباراة سجل خلالها 9 أهداف.

## روابط خارجية
- ماركو جروييتش على موقع الاتحاد الدولي (مؤرشف)  (الإنجليزية)
- ماركو جروييتش على موقع الاتحاد الدولي (مؤرشف)  (الإنجليزية)
- ماركو جروييتش على موقع الاتحاد الأوربي (الإنجليزية)
- ماركو جروييتش على موقع قاعدة بيانات كرة القدم.إي يو (الإنجليزية)
- ماركو جروييتش على موقع ليكيب (الفرنسية)
- ماركو جروييتش على موقع ناشيونال فوتبول تيمز (الإنجليزية)
- ماركو جروييتش على موقع Soccerbase.com (لاعب) (الإنجليزية)
- ماركو جروييتش على موقع Soccerway.com (الإنجليزية)
- ماركو جروييتش على موقع عالم كرة القدم.نت (الإنجليزية)
- ماركو جروييتش على موقع AS.com (الإسبانية)